# Sulfato de sódio
O sulfato de sódio é um sal de fórmula química Na2SO4, sendo o sal de sódio do ácido sulfúrico.
Anidro, é um sólido cristalino branco conhecido como o mineral thenardita; o decahidrato Na2SO4·10H2O tem sido conhecido como sal de Glauber ou, historicamente, sal mirabilis desde o século XVII. Outro sólido é o heptahidrato, o qual transforma-se em mirabilita quando esfriado. Com uma produção anual de 6 milhões de toneladas, é uma das maiores commodities químicas e um dos mais danosos sais na conservação de estruturas: quando cresce nos poros de pedras ele pode produzir altas pressões, causando fraturas e levando estruturas à falhas.

## Obtenção
Pode ser formado, por exemplo, laboratorialmente, pela reação entre o ácido sulfúrico e a soda cáustica (hidróxido de sódio).
H2SO4 + 2 NaOH → Na2SO4 + 2 H2O
o sulfato de sódio, é usado na obtenção da fabricação do papel reciclado. Ajuda na junção das moléculas do papel. Esse processo ocorre para que haja melhor solidificação do papel. Essa é uma das suas utilidades mais importantes.

## Produção
A produção mundial de sulfato de sódio, principalmente na forma de decahidrato alcança aproximadamente 5,5 a 6 milhões toneladas anualmente (Mt/a). Em 1985, a produção era de 4,5 Mt/a, metade de fontes naturais, e metade de produção industrial química. Após 2000, em um nível estável até 2006, a produção natural aumentou a 4 Mt/a, e a produção química decaiu a 1,5 a 2 Mt/a, com um total de 5,5 a 6 Mt/a. Para totas as aplicações, o sulfato de sódio produzido naturalmente e o produzido industrial e quimicamente são praticamente intercambiáveis.